# 잭애스 2
《잭애스 2》(영어: Jackass Number Two)는 2006년 개봉한 미국의 리얼리티 슬랩스틱 코미디 영화이다. 텔레비전 프로그램 《잭애스》 영화화 시리즈 두 번째로, 영화 《잭애스》(2002)의 속편에 해당한다.
《잭애스 3D》(2010)로 이어진다.

## 개요
스티브오가 직접 뺨을 낚싯바늘에 꿰고 상어가 들끓는 멕시코만에 뛰어드는 장면, 프레스턴 레이시가 뱀 마제라의 아버지 필인 척 하고 침대에 누워있던 뱀 마제라의 어머니 에이프릴을 등뒤에서 껴안아 놀래주는 장면 등이 나온다.
마지막 스턴트는 출연진과 제작진 전부가 동원된 몰래카메라이다. 에런 맥기히는 비행기를 터트리려는 테러리스트인 척 공항행 택시에 타서 운전기사를 겁주기로 한다. 그러나 운전기사는 제이 챈드러세이카로 몰래 바꿔치기가 된 상태였고, 챈드러세이카는 맥기히가 뭘 하기도 전에 맥기히를 빈 주차장으로 데려가 총으로 위협하여 트렁크 안에 들어가게 만든다.
후에 맥기히는 변장을 위해 피부에 붙였던 털이 출연진과 제작진이 면도한 음모였으며 심지어 그중 한 명은 사면발니에 감염돼있음을 알고 구역질을 한다.

## 출연

### 주연
- 조니 녹스빌
- 뱀 마제라
- 크리스 폰티어스
- 스티브오
- 라이언 던
- 데이브 잉글랜드
- 제이슨 "위 맨" 아쿠나
- 에런 맥기히
- 프레스턴 레이시

### 특별 출연
- 토니 호크
- 존 워터스
- 제이 챈드러세이카
- 빌레 발로
- 스리 6 마피아
- 립 테일러
- 루크 윌슨
- 윌리 가슨
- 마이크 저지

### 제작진 출연
- 스파이크 존즈

## 잭애스 2.5
영화 본편에서 쓰이지 않은 촬영분과 새 촬영분이 포함된 판본을 Jackass 2.5라는 제목으로 2007년 12월 19일부터 31일까지 블록버스터와 훌루에 무료로 풀었다. 12월 26일 DVD로 출시하였다.